# Красный Лог (Добрушский район)
Красный Лог (бел. Чырвоны Лог; до 30 июля 1964 года — Крестовый Лог) — упразднённая деревня в Демьянковском сельсовете Добрушского района Гомельской области Беларуси.
В связи с радиационным загрязнением в результате катастрофы на Чернобыльской АЭС жители (9 семей) переселены в чистые места.

## География

### Расположение
В 33 км на северо-восток от районного центра и железнодорожной станции Добруш (на линии Гомель — Унеча), 61 км от Гомеля, 2 км от границы с Россией.

## Транспортная сеть
Транспортная связь по просёлочной, затем по автомобильной дороге Демьянки — Добруш. Планировка состоит из прямолинейной улицы, ориентированной с юго-запада на северо-восток. Застройка деревянная, усадебного типа.

## История
Основан в начале XX века переселенцами из соседних деревень. В 1926 году в Старозакружском сельсовете Ветковского района Гомельского округа. Рядом был одноимённый хутор. С 1965 года в составе Круговского сельсовета Добрушского района. В 1930 году жители вступили в колхоз. В сентябре 1943 года оккупанты сожгли 45 дворов. Входил в состав колхоза «Юбилейный» (бел. «Юбілейны»), центр — деревня Морозовка.
В 2005 году деревня Красный Лог исключена из данных по учёту и регистрации административно-территориальных и территориальных единиц как фактически несуществующий населённый пункт.

## Население

### Численность
- 1990-е — жители (9 семей) переселены.

### Динамика
- 1926 год — 24 двора, 146 жителей; на хуторе 2 хозяйства, 9 жителей.
- 1940 год — 48 дворов, 164 жителя.
- 1990-е — жители (9 семей) переселены.